# اصطناع كنور
اصطناع كنور للبيرول أو (تخليق كنور) هو تفاعل كيميائي لاصطناع وتحضير مركبات البيرول المستبدلة المركب (3)  هذه الطريقة تتضمن تفاعل α-أمينو الكيتون (1) مع مركب يحوي مجموعة ميثيلين بالموقع α (أي مرتبطة بالكربون المجاور) بالنسبة لمجموعة الكربونيل (2) .
.

## الطريقة
آلية التفاعل تتطلب وجود الزنك وحمض الخليك كحفازات. يجري التفاعل عند درجة حرارة الغرفة.
لأن مركبات α-أمينو الكيتونات تتكاثف بسهولة لذا يجب أن تحضر في وسط التفاعل. عادة ما يتم ذلك باستخدام الأكسيم.